# 価格革命
価格革命（かかくかくめい、price revolution）とは、大航海時代以降の世界の一体化に伴い、16世紀半ば以降、新大陸などから大量の銀が流入したことなどによって生じた大幅な価格上昇を指す用語。

## 概要
16世紀半ば以降、メキシコ、ペルー、ボリビアなどアメリカ大陸（「新大陸」）から大量の貴金属（おもに銀）が流入したことや、かつては緩やかな結びつきであったヨーロッパ等各地の商業圏が結びついたこと（商業革命）で需要が大幅に拡大されたことで、全ヨーロッパの銀価が下落し、大幅な物価上昇（インフレーション）がみられた現象をさす。
これにより、16世紀の西ヨーロッパでは資本家的な企業経営にとって極めて有利な状況となり、好況によって商工業がさらに発展した。その反面、固定した地代収入に依存し、伝統的に何世代もの長期契約で土地を貸し出していた諸侯・騎士などの封建領主層には大きな逆風となり、領主層の没落が加速した。
それに対して東ヨーロッパでは、西ヨーロッパの拡大する穀物需要に応えるためにかえって農奴制が強化され、農場領主制と呼ばれる経営形態が進展した。
また、それまで銀の主産地だった南ドイツの銀山を独占していた大富豪フッガー家や、北イタリアの大商業資本の没落をもたらした。
学問への影響としては、当時、スペインのサラマンカ大学を中心に活動していた16世紀サラマンカ学派の神学者アスピルクエタやセリョリゴは、新大陸からの金銀流入と物価上昇を結びつけて捉え、今日でいう「貨幣数量説」に到達したことから、近代的経済学の先駆をなしたといわれる。
一方で、17世紀には銀流入は増えていながら価格上昇が停止しており、価格革命の要因全てを銀流入に求めるのは無理がある。川北稔は、価格革命の要因を16世紀西欧における人口急増に求めている。